# Tomás de Rocabertí-Boixadors Dameto y de Veri
Tomás de Rocabertí-Boixadors i de Verí (Palma de Mallorca, 1840- 1898) XII conde de Perelada, XXXVII vizconde de Rocabertí, XI conde de Zavellá, desde 1887, X marqués de Anglesola y X marqués de Bellpuig, entre otros títulos nobiliarios, con grandeza de España.

## Biografía
Hijo de Francisco Javier de Rocabertí-Boixadors Dameto, fallecido en 1875, y de Margarita de Verí i Salas. Al morir su padre, sus títulos se transmitieron a su hermano mayor, Antoni, pero por su poca disposición a casarse, los cedió a Tomás, conservando sólo el título de conde de Zavellá y el de maestrante de Valencia. 
Estudió en el Instituto Balear de Palma, adscrito a la Universidad de Barcelona, donde obtuvo el título de ingeniero de minas. Con su hermano Antoni, residió inicialmente en Palma y en París, entre otras ciudades, pues viajaba con frecuencia.
En 1875 los hermanos Tomás, Antoni y Joana-Adelaida decidieron trasladarse a Peralada, centro de los dominios familiares, en el Alto Ampurdán, y colaboraron estrechamente en un notable trabajo de mecenazgo, muy importante para Peralada, en la que no es fácil distinguir la aportación de cada uno de ellos. A Tomás, dada su condición de ingeniero, le es atribuida la restauración y ampliación del antiguo castillo de la familia Rocabertí y el anexo convento del Carmen, que habían adquirido tras la desamortización, de acuerdo con el romanticismo arquitectónico neo-gótico, que entonces estaba de moda, especialmente, en la vecina Francia. También se cree que le es debida la construcción de los jardines del palacio, de tipo romántico, y que restaurados aún se conservan. Posteriormente, de 1893 a 1899, Tomás y Joana-Adelaida promovieron la reconstrucción del castillo de Requesens, al Norte de la comarca, siguiendo los mismos criterios. En cambio, Antoni, abogado, hombre de letras y conocido admirador de Jacinto Verdaguer, parece que fue el fundador de una escuela de primeras letras gratuita, conocida como la "Escuela del Palacio", en la que se combinaba la enseñanza básica con las artes y oficios, las artes plásticas, el teatro, la música, la gimnasia y la jardinería. También fundó un teatro, un coro, la cobla La Principal de Peralada y la biblioteca del Palacio de Peralada, con 13 000 volúmenes. Al fallecer Antoni, en 1887, Tomás que heredó los títulos que Antoni se había reservado, se instaló definitivamente en Peralada, asumiendo y manteniendo las iniciativas de patronazgo cultural de su hermano. Como grande de España fue senador por derecho propio, de 1878 a 1898, aunque no tuvo demasiada actividad en la Cámara Alta. Políticamente, estuvo próximo al ala más conservadora del Partido Liberal. 
Aficionado a la fotografía, sus instantáneas se cuentan entre las primeras efectuadas en el Alto Ampurdán. También residió en Barcelona y Mallorca, donde también tenía importantes propiedades rústicas y urbanas. 

## Matrimonios y sucesión
Como su hermano Antoni, no se casó. Le sucedió su hermana Joana-Adelaida (Palma, 1838- Requesens, 1899), casada desde 1856 con Ramón Despuig i Fortuny, VIII conde de Montenegro y X conde de Montoro. 
Joana-Adelaida falleció súbitamente y en circunstancias no aclaradas, tras un sonoro pleito: 
- El vizcondado de Rocaberti y el condado de Perelada pasaron a su primo, Joan Miquel de Sureda y a sus descendientes y herederos: los Fortuny en 1912 y los Montaner en 1973.
- El marquesado de Anglesola pasó a su primo Pedro Cotoner y de Veri, III marquesado de la Cenia (GE).
- El patrimonio al sobrino de su marido, Ferran Truyols i Despuig, marqués de la Torre y a sus descendientes, todos de Mallorca.